# Danger Mouse
Brian Joseph Burton, mais conhecido como Danger Mouse (White Plans, 29 de julho de 1977), é um DJ, músico e produtor estadunidense. Possui uma carreira reconhecida na produção e ganhou notoriedade internacional como integrante do Gnarls Barkley, junto a seu amigo Cee Lo Green, além de fazer parte também do Broken Bells, com James Mercer.
Entre os discos produzidos por Brian, estão Demon Days, do grupo Gorillaz, Modern Guilt, do cantor Beck Hansen, e The Good, the Bad & the Queen, do grupo de mesmo nome. Brian também produziu o álbum The Getaway da banda Red Hot Chili Peppers e o disco Songs of Innocence, do U2.
Danger já foi indicado ao Prêmio Grammy de Produtor do Ano por cinco vezes, tendo vencido pela primeira vez em 2011.

## Carreira

### Começo
Após se mudar para o Reino Unido, Danger ainda trabalhava num pub local quando mandou uma fita com gravações de seu trabalho para a Lex Records, que o ofereceu contrato. Trabalhou num disco com o rapper Jemini e ganhou fama com o disco The Grey Album, lançado em 2004 e que trazia mixagens de vocais do disco The Black Album, de Jay-Z, com instrumentais do disco The White Album, dos The Beatles. O trabalho de Danger foi muito bem recebido pela crítica e, devido ao problema com a utilização não autorizada das músicas dos Beatles, acabou virando um sucesso na internet, o que o tornou ainda mais conhecido.

### Consolidação como produtor
Damon Albarn, vocalista do Gorillaz, chamou Danger para trabalhar no segundo álbum da banda, Demon Days. O resultado foi o disco mais bem sucedido do grupo e ainda rendeu uma nomeação a Mouse ao Grammy na categoria Produtor do ano.
Desde 2006, trabalhos ainda com artistas e bandas como MF Doom, The Rapture, Sparklehorse, The Good, the Bad and the Queen, The Black Keys, The Shortwave Set, Martina Topley-Bird, Beck e Sparklehorse (com quem fez o álbum Danger Mouse and Sparklehorse Present: Dark Night of the Soul) trouxeram mais reconhecimento e deram mais bagagem a Mouse, que já estava consolidado no mercado da música com seu projeto Gnarls Barkley.

### Gnarls Barkley

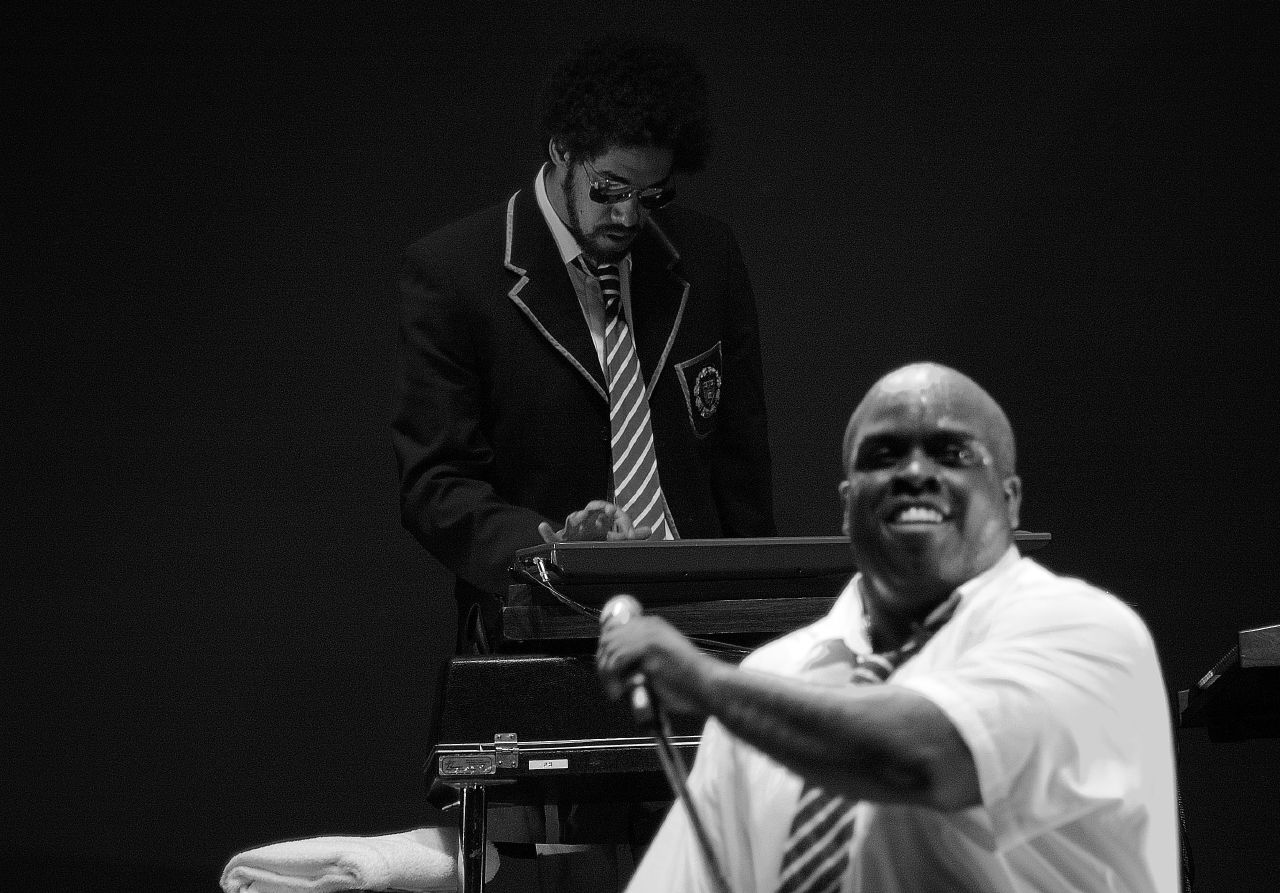
Cee Lo e Danger Mouse se apresentando em 2007.

Danger conheceu Cee Lo Green em 1998, quando abriu um show que o Goodie Mob, banda do futuro parceiro, fez na Geórgia. Na ocasião, Mouse entregou uma fita com gravações dele para o colega, pedindo que entrasse em contato se o mesmo se interessasse. Apenas anos depois os dois trabalhariam juntos, com algumas parcerias discretas. 
Em 2006, já como uma dupla e com nome de Gnarls Barkley, Mouse e Cee lançaram St. Elsewhere, com o primeiro single chamando-se Crazy, música que fez enorme sucesso mundial, permanecendo no topo das paradas musicais de inúmeros países. Bateu também diversos recordes, como o de primeiro single da história a chegar ao número 1 nas paradas do Reino Unido apenas com vendas virtuais. A canção ainda foi nomeada a muitos prêmios ao redor do mundo, tendo levado, de mais importante, o Grammy de melhor música alternativa em 2007, tendo recebido outras indicações.
Seu segundo disco foi lançado em 2008. The Odd Couple foi mais discreto que o primeiro, mas manteve a dupla nas paradas de sucesso.

### Broken Bells
Em setembro de 2009, Mouse anunciou uma parceria com o vocalista da banda The Shins, James Mercer, para gravar um disco a ser lançado em 2010. O resultado foi o álbum Broken Bells, disponibilizado para vendas em março.

### Parcerias
Além dos grupos Gnarls Barkley e Broken Bells, parcerias com, respectivamente, Cee-Lo Green e James Mercer, Danger Mouse também trabalhou com artistas tão diversos quanto MF Doom (no trabalho conhecido como DANGERDOOM), Daniele Luppi (no álbum Rome, de 2011, uma recriação e homenagem às trilhas sonoras de  westerns spaghetti), Jemini, no início de sua carreira, no álbum Ghetto Pop Life, de 2003 e The Black Keys, tendo ajudado a produzir quatro álbuns da dupla.